# Metfendracina
La Metfendracina (conocida también como HM-11 o MO-482), es un inhibidor de la monoaminooxidasa (IMAO) irreversible y no selectivo derivado de la hidrazina. Este fármaco fue investigado como antidepresivo, pero nunca fue comercializado.